# Секс (фильм)
Секс (англ. Sex) — американская драма режиссёра Фреда Нибло 1920 года. Это фильм-мораль, история о пороках супружеской пары, один из первых фильмов, изображает новое явление в 1920-х в Америке. В то же время, фильм содержит сцены обольщения и разврата, которые сделали произведение предметом споров по поводу его похотливого содержания.

## Сюжет
Бродвейская актриса использует свою сексуальность, чтобы разрушить брак своего любовника.

## В ролях
- Луиза Глаум — Адрианна Реноулт
- Ирвинг Каммингс — Дэйв Уоллес
- Пегги Пирс — Дейзи Хендерсон
- Мертл Стедман — миссис Оверман
- Уильям Конклин — Филипп Оверман
- Жан Мюрат — незначительная роль